# Кільце Тауненда

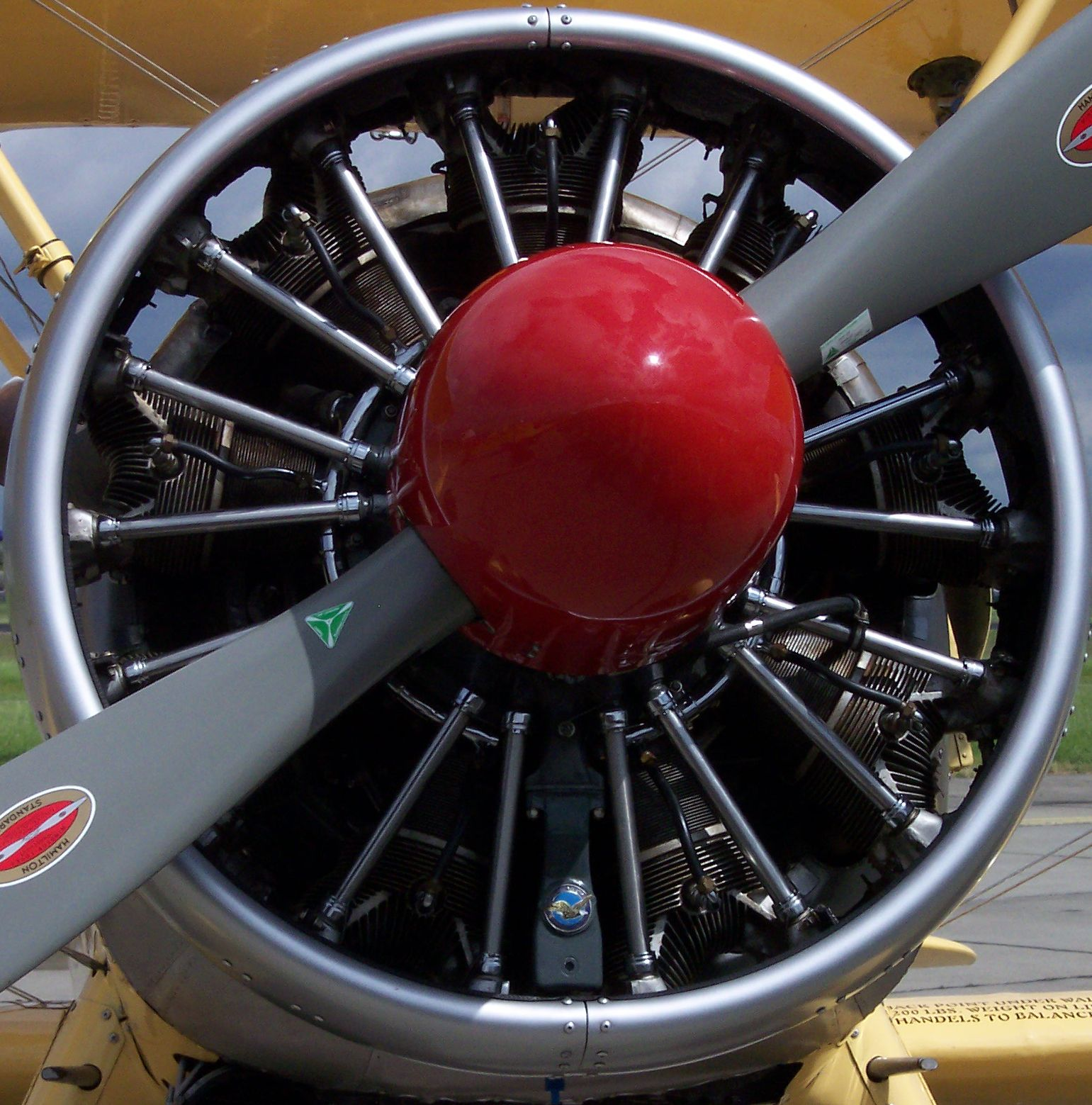
Кільце Тауненда на літаку «Pratt & Whitney R-985»

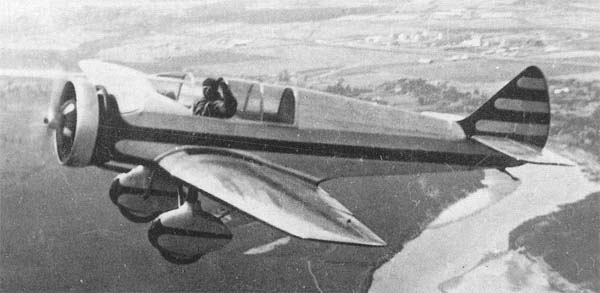
АІР-9-біс О. С. Яковлєва з кільцем Тауненда, 1934

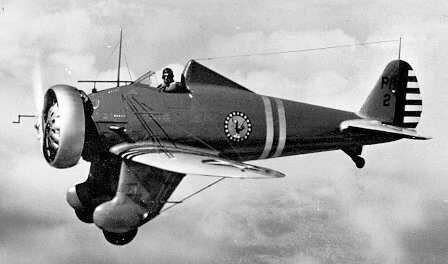
Винищувач Boeing P-26 Peashooter з кільцем Тауненда

Кільце́ Тауне́нда (англ. Townend ring) — кільцевий обтічник радіального авіаційного двигуна, що призначений для зменшення лобового опору повітря. Так же, як і його сучасник, обтічник (капот) NACA, кільце Тауненда спрямовує потоки повітря і з зовнішнього боку, і з внутрішнього, між кільцем і циліндрами, що покращує охолодження двигуна.

## Передумови винаходу
У 1920-ті роки в авіації широко використовувалися зіркоподібні двигуни повітряного охолодження. Завдяки застосуванню нових матеріалів і покращенню форми оребрення циліндрів вдалося створити стаціонарні двигуни великої потужності — понад 500 к.с. У порівнянні з двигунами водяного охолодження вони мали меншу питому вагу, простішу конструкцію і були дешевшими. Недоліком двигунів повітряного охолодження був великий аеродинамічний опір через виступання у потік малообтічних ребристих циліндрів та зростання міделя такого мотора.

## Створення винаходу та його використання
У 1927 році співробітник Національної фізичної лабораторії (англ. National Physical Laboratory, NPL) у Великій Британії доктор Юбер Тауненд (англ. Hubert Townend) займався вивченням обтічності тіл, типу фюзеляжу-монокока або корпуса дирижабля. Він виявив, що при розташуванні кільцевої поверхні біля передньої частини дослідного тіла сумарний аеродинамічний опір зменшується. При проходженні через кільце, потік прискорювався, а збільшення швидкості обтікання перешкоджало передчасному відриву потоку та утворенню вихорів. На основі цього дослідження він розробив конструкцію обтічника циліндрів зіркоподібного двигуна у формі вузького кільця.
Запатентоване у 1929 році британцем обтічне кільце стало типовим елементом конструкції для швидкісних літаків першої половини 1930-х років з радіальними двигунами повітряного охолодження. Встановлення кільця давало зменшення аеродинамічного опору двигуна на 15% та зростання максимальної швидкості на 15-25 км/год.
Між 1931 та 1935 роками конструкції NACA і Тауненда вважались прямими конкурентами; прибічники кожної з конструкцій стверджували, що їх вибір є кращим. У США профіль обтічника NACA витіснив кільце Тауненда через втручання військових, що замовили у 1933 році серію бомбардувальників Martin B-10 саме з обтічником NACA (і одночасно відмовились від Boeing B-9 з кільцем Тауненда). Як тоді стверджували, новий обтічник Martin B-10 не тільки збільшив швидкість на 48 км/год, але і суттєво зменшив швидкість при посадці.
У міру розвитку авіації виявилось, що кільце Тауненда є ефективним лише на швидкостях не вищих за 400 км/год, і до кінця 1930-х воно перестало використовуватись у нових розробках швидкісних літаків.